# Chvaletice
Chvaletice település Csehországban, a Pardubicei járásban. Chvaletice Trnávka, Selmice, Labské Chrčice, Kojice, Zdechovice, Horušice és Bernardov településekkel határos. Lakosainak száma 2927 fő (2024. január 1.).

## Népesség
A település lakosságának változását az alábbi diagram mutatja:
| Lakosok száma | 818  | 866  | 814  | 778  | 3031 | 3312 | 3025 | 2971 | 2910 | 2927 |
|               | 1869 | 1890 | 1921 | 1950 | 1980 | 2001 | 2017 | 2019 | 2022 | 2024 |